# Mareuil (Charente)
Pour les articles homonymes, voir Mareuil.
Mareuil est une commune du Sud-Ouest de la France, située dans le département de la Charente (région Nouvelle-Aquitaine).

## Géographie

### Localisation et accès
Mareuil est une commune de l'ouest du département de la Charente, limitrophe de la Charente-Maritime, située 6 km à l'ouest de Rouillac et 27 km au nord-ouest d'Angoulême.
Elle est aussi à 11 km au nord de Jarnac, 17 km nord-est de Cognac et 17 km au sud-est de Matha.
La commune est située au sud de la D 939, d'Angoulême et Rouillac à Saint-Jean-d'Angély, et au nord de la D 736, de Rouillac à Jarnac et Cognac. La D 75, de Sigogne à Sonneville traverse la commune du nord au sud et dessert le bourg, ainsi qu'une route communale vers Rouillac.

### Hameaux et lieux-dits
La commune compte trois hameaux : le Plessis au nord-est, Beaulieu à l'est, la Courade au sud sur la route de Plaizac à Courbillac ; les Arnauds est intégré au bourg à l'est.

### Communes limitrophes
|            | Neuvicq-le-Château (Charente-Maritime) |          |
| Courbillac | Mareuil                                | Rouillac |
|            | Sigogne                                |          |

### Géologie et relief
La commune occupe un bas plateau calcaire incliné vers le sud-ouest, datant du Portlandien (Jurassique supérieur). On trouve une petite zone de grèzes en bordure orientale de la commune, à Beaulieu,,.
Le relief est plus vallonné au nord et à l'est du territoire communal, car le terrain y est plus élevé. Le point culminant est à une altitude de 125 m, situé près de la limite orientale de la commune à l'est du Plessis. Le point le plus bas est à 53 m, situé sur la limite occidentale à l'ouest du bourg. Celui-ci est à environ 70 m d'altitude.

### Hydrographie

#### Réseau hydrographique

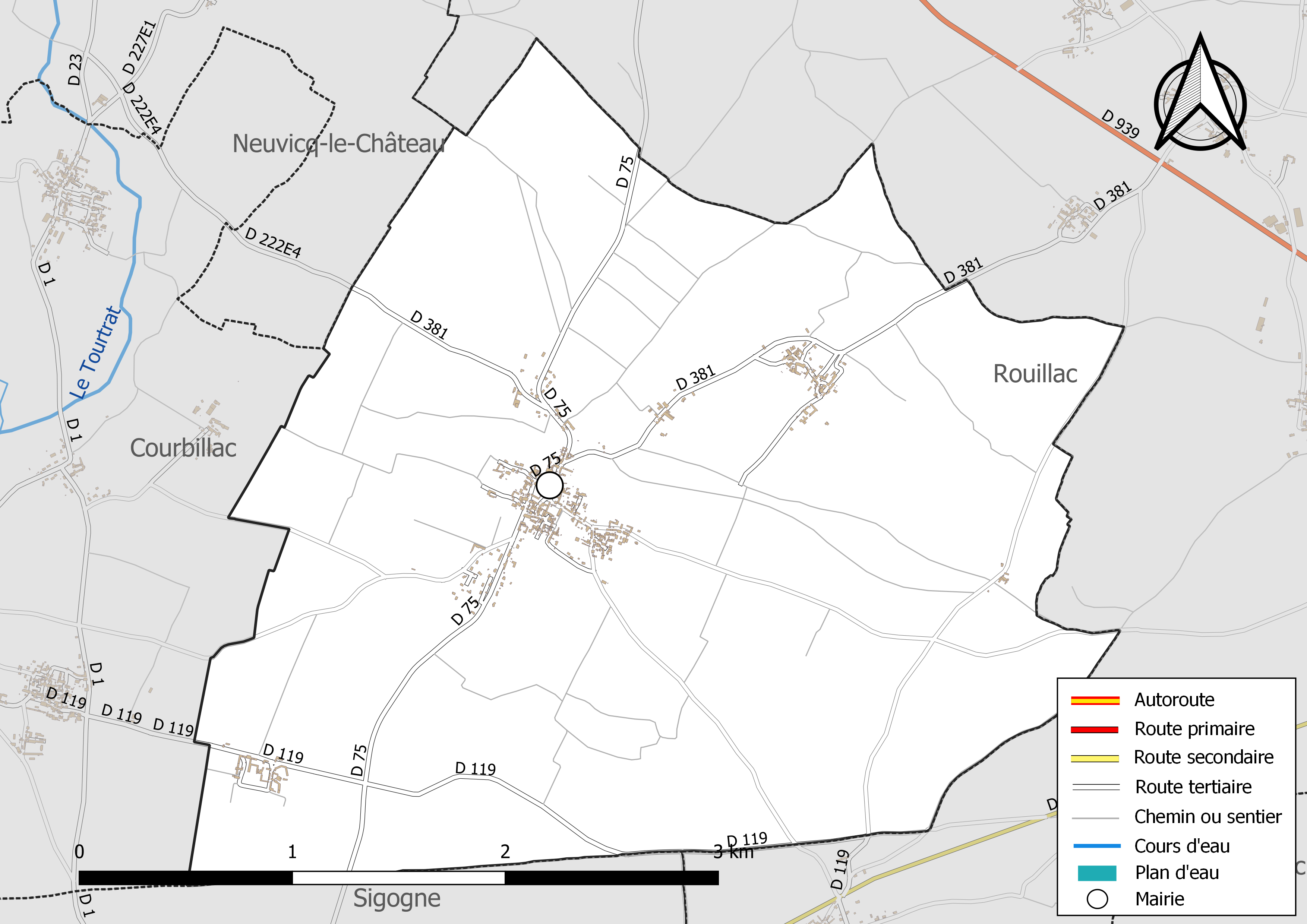
Réseaux hydrographique et routier de Mareuil.

La commune est située dans le bassin versant de la Charente au sein du Bassin Adour-Garonne. La Fontaine de Mareuil, qui naît au pied du bourg, rejoint le Tourtrat dans la commune de Courbillac. Elle arrose une prairie naturelle par un cours d'eau intermittent
,.

### Climat
Comme dans les trois quarts sud et ouest du département, le climat est océanique aquitain.

## Urbanisme

### Typologie
Au 1er janvier 2024, Mareuil est catégorisée commune rurale à habitat dispersé, selon la nouvelle grille communale de densité à 7 niveaux définie par l'Insee en 2022.
Elle est située hors unité urbaine et hors attraction des villes,.

### Occupation des sols
L'occupation des sols de la commune, telle qu'elle ressort de la base de données européenne d’occupation biophysique des sols Corine Land Cover (CLC), est marquée par l'importance des territoires agricoles (88,2 % en 2018), une proportion sensiblement équivalente à celle de 1990 (88,1 %). La répartition détaillée en 2018 est la suivante : 
cultures permanentes (36,2 %), terres arables (27 %), zones agricoles hétérogènes (25 %), forêts (8,2 %), zones urbanisées (3,6 %). L'évolution de l’occupation des sols de la commune et de ses infrastructures peut être observée sur les différentes représentations cartographiques du territoire : la carte de Cassini (XVIIIe siècle), la carte d'état-major (1820-1866) et les cartes ou photos aériennes de l'IGN pour la période actuelle (1950 à aujourd'hui).

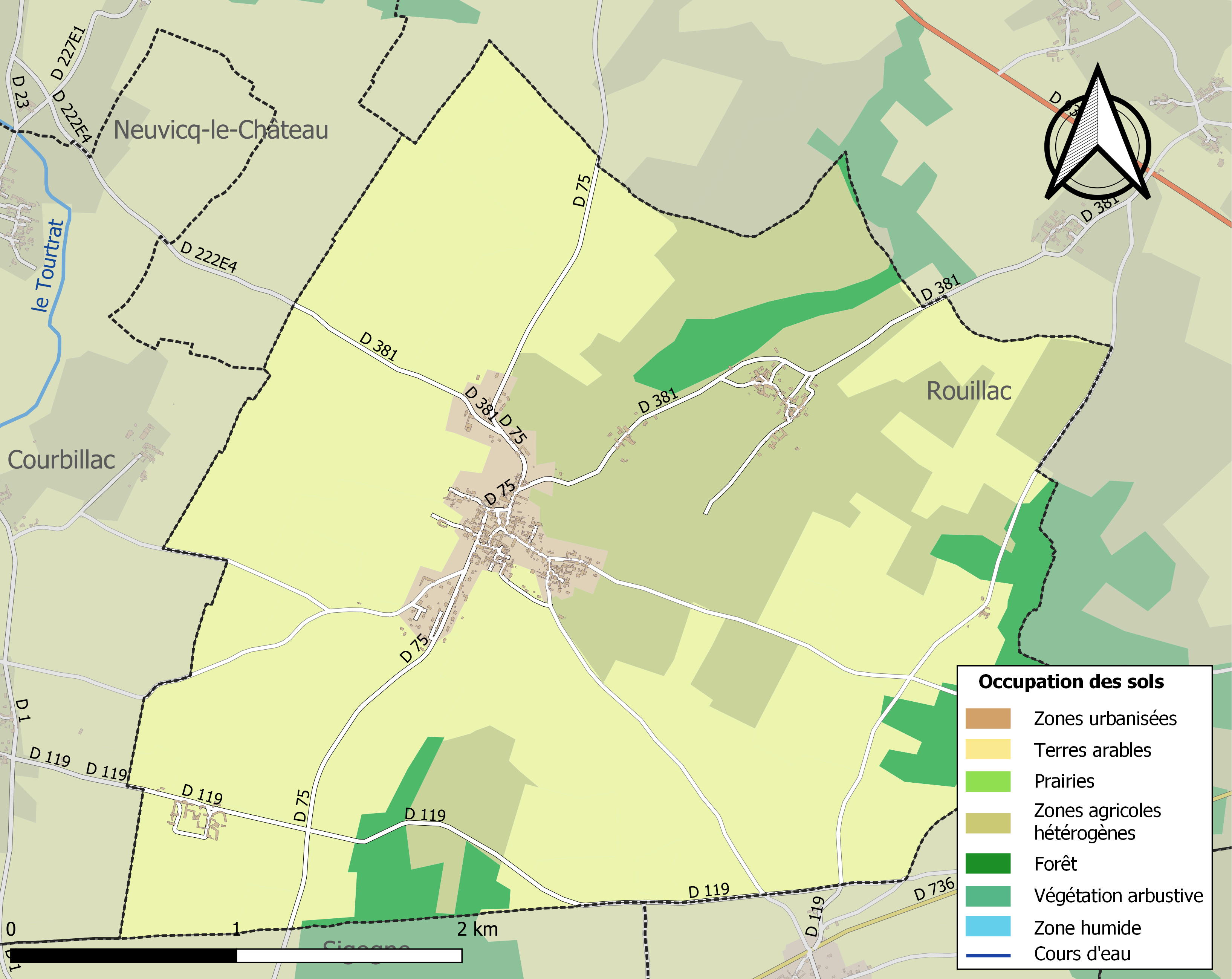
Carte des infrastructures et de l'occupation des sols de la commune en 2018 (CLC).

### Risques majeurs
Le territoire de la commune de Mareuil est vulnérable à différents aléas naturels : météorologiques (tempête, orage, neige, grand froid, canicule ou sécheresse) et séisme (sismicité modérée). Un site publié par le BRGM permet d'évaluer simplement et rapidement les risques d'un bien localisé soit par son adresse soit par le numéro de sa parcelle.

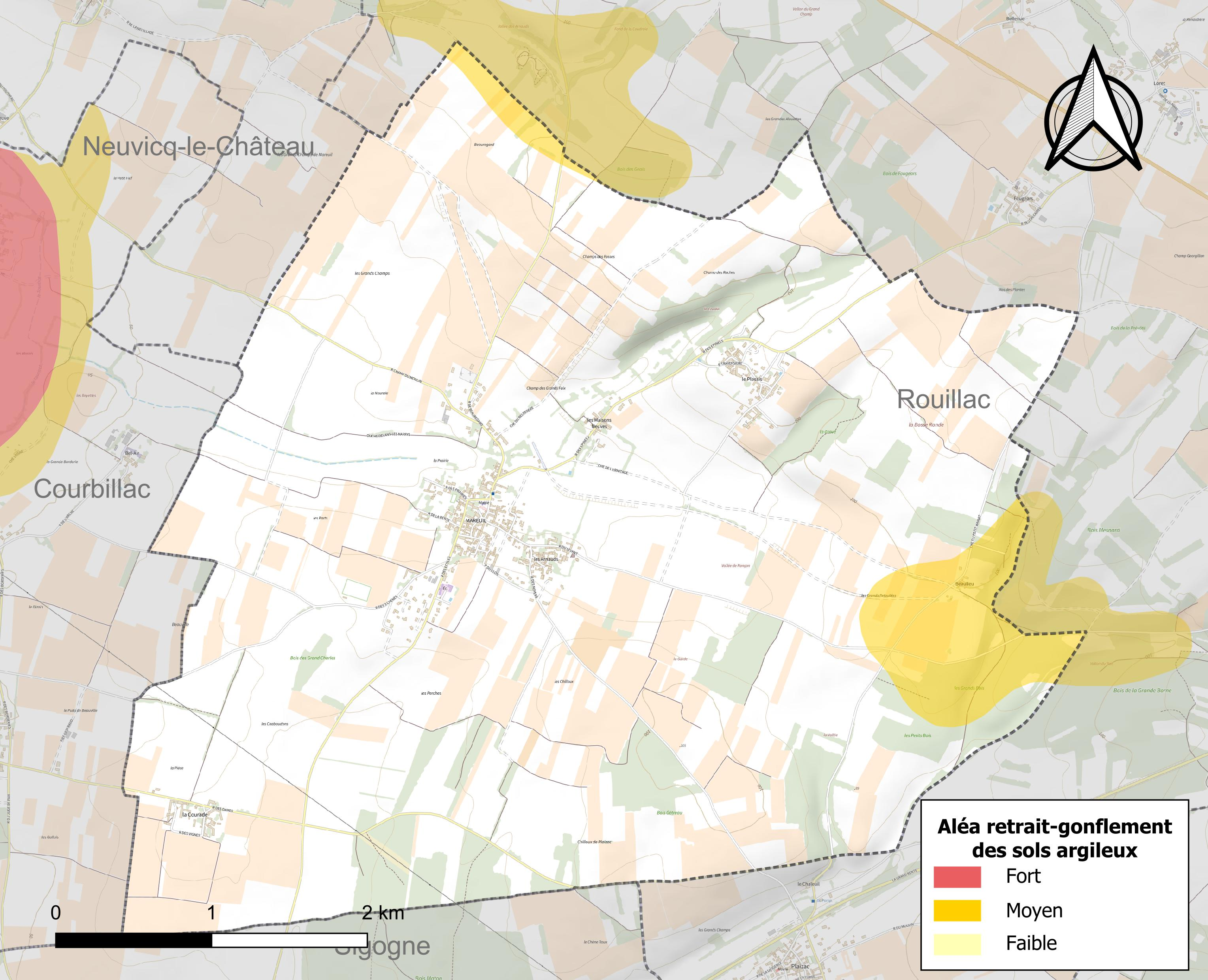
Carte des zones d'aléa retrait-gonflement des sols argileux de Mareuil.

Le retrait-gonflement des sols argileux est susceptible d'engendrer des dommages importants aux bâtiments en cas d’alternance de périodes de sécheresse et de pluie. 5 % de la superficie communale est en aléa moyen ou fort (67,4 % au niveau départemental et 48,5 % au niveau national). Sur les 221 bâtiments dénombrés sur la commune en 2019, 3 sont en aléa moyen ou fort, soit 1 %, à comparer aux 81 % au niveau départemental et 54 % au niveau national. Une cartographie de l'exposition du territoire national au retrait gonflement des sols argileux est disponible sur le site du BRGM,.
Par ailleurs, afin de mieux appréhender le risque d’affaissement de terrain, l'inventaire national des cavités souterraines permet de localiser celles situées sur la commune.
La commune a été reconnue en état de catastrophe naturelle au titre des dommages causés par les inondations et coulées de boue survenues en 1982 et 1999. Concernant les mouvements de terrains, la commune a été reconnue en état de catastrophe naturelle au titre des dommages causés par des mouvements de terrain en 1999.

## Toponymie
Une forme ancienne est Parvo Marolio (non datée), forme latinisée signifiant « petit Mareuil ».
Mareuil remonte à un nom de personne gaulois pris absolument Marullios, ou plus vraisemblablement, à l'adjectif maros signifiant « grand » suivi de l'appellatif -ialon « lieu défriché, clairière », puis également  « village », c'est-à-dire maro-ialum (māro-ialon), d'où le sens global de « grande clairière », « grand bourg »,,.

## Histoire

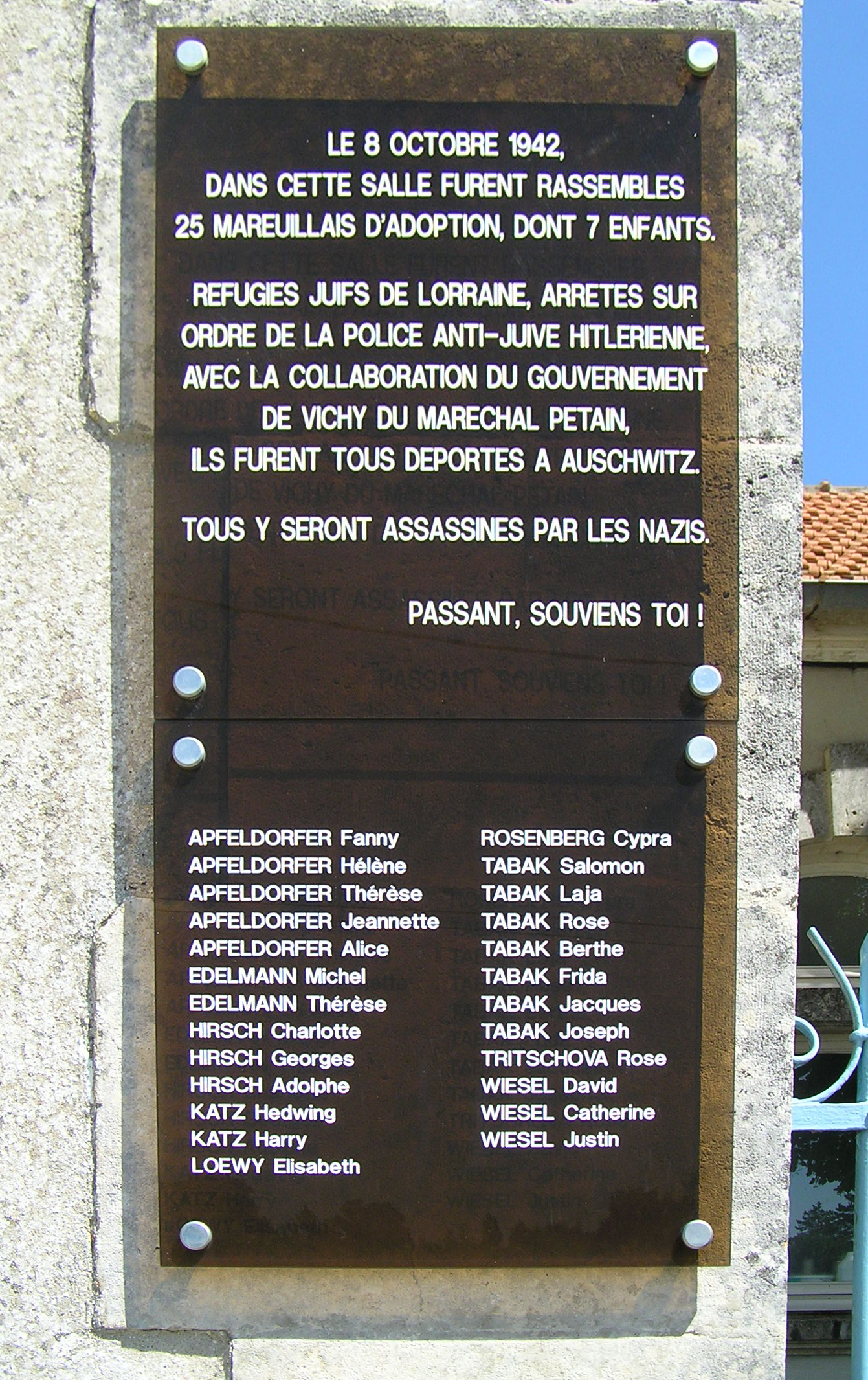
Plaque commémorative de la déportation de juifs réfugiés à Mareuil.

Quelques vestiges d'une construction gallo-romaine ou médiévale (murs et tegulae) ont été retrouvés à la Prairie, à l'ouest du bourg en direction du cimetière d'Herpes.
Au Moyen Âge et sous l'Ancien Régime, Mareuil était le siège d'une seigneurie, qui appartenait avant le XVIIe siècle à la famille Horric, puis par mariage de Charles Beaupoil, écuyer, seigneur de Tiersac, à la famille Beaupoil. Depuis cette époque jusqu'après la Révolution, les Beaupoil, toujours très alliés aux Horric, demeurèrent à Mareuil,.
Le fief de la Courade, situé dans la paroisse, était l'établissement patrimonial de la branche aînée de cette famille Horric, une des plus anciennes familles de l'Angoumois. En 1208, Guillaume Horric, chevalier, était seigneur de Montigné. De cette terre, les Horric se fixèrent rapidement à la Courade. Louis Horric, seigneur de La Courade, fut grand prévôt de Guyenne.
Vers 1560, Philippe Horric, seigneur de la Vallade, père d'Antoine, seigneur de la Barre, était grand prévôt des maréchaux aux pays d'Angoumois, Saintonge, ville et gouvernement de La Rochelle.
La Courade demeura aux mains des Horric jusqu'au milieu du XVIIIe siècle; le château en fut détruit en 1752,.
Les registres de l'état civil de Mareuil remontent à 1658, mais sont incomplets.
Pendant la première moitié du XXe siècle, la commune était desservie par la petite ligne ferroviaire d'intérêt local à voie métrique des Chemins de fer départementaux d'Angoulême à Matha par Rouillac appelée le Petit Rouillac.
En 2013, le village accueille le festival d'art "Les Sarabandes".

## Administration
| Période                                  | Période  | Identité       | Étiquette | Qualité |
| ---------------------------------------- | -------- | -------------- | --------- | ------- |
| Les données manquantes sont à compléter. |          |                |           |         |
| 1995                                     | 2002     | Alain Seguin   |           |         |
| depuis 2002                              | En cours | Claudine Rodet | DVG       |         |

### Fiscalité
La fiscalité est d'un taux de 24,28 % sur le bâti, 58,14 % sur le non bâti, et 11,05 % pour la taxe d'habitation (chiffres 2007).
La communauté de communes de Rouillac prélève 10,80 % de taxe professionnelle.

## Démographie

### Évolution démographique
L'évolution du nombre d'habitants est connue à travers les recensements de la population effectués dans la commune depuis 1793. Pour les communes de moins de 10 000 habitants, une enquête de recensement portant sur toute la population est réalisée tous les cinq ans, les populations de référence des années intermédiaires étant quant à elles estimées par interpolation ou extrapolation. Pour la commune, le premier recensement exhaustif entrant dans le cadre du nouveau dispositif a été réalisé en 2008.

En 2022, la commune comptait 393 habitants, en évolution de −3,2 % par rapport à 2016 (Charente : −0,48 %, France hors Mayotte : +2,11 %).
| 1793 | 1800 | 1806 | 1821 | 1831 | 1841 | 1846 | 1851 | 1856 |
| ---- | ---- | ---- | ---- | ---- | ---- | ---- | ---- | ---- |
| 696  | 722  | 790  | 769  | 782  | 764  | 767  | 768  | 781  |

| 1861 | 1866 | 1872 | 1876 | 1881 | 1886 | 1891 | 1896 | 1901 |
| ---- | ---- | ---- | ---- | ---- | ---- | ---- | ---- | ---- |
| 840  | 842  | 824  | 779  | 643  | 605  | 558  | 541  | 512  |

| 1906 | 1911 | 1921 | 1926 | 1931 | 1936 | 1946 | 1954 | 1962 |
| ---- | ---- | ---- | ---- | ---- | ---- | ---- | ---- | ---- |
| 522  | 524  | 445  | 451  | 433  | 417  | 379  | 357  | 342  |

| 1968 | 1975 | 1982 | 1990 | 1999 | 2006 | 2008 | 2013 | 2018 |
| ---- | ---- | ---- | ---- | ---- | ---- | ---- | ---- | ---- |
| 319  | 333  | 298  | 360  | 351  | 377  | 385  | 410  | 405  |

| 2022 | - | - | - | - | - | - | - | - |
| ---- | - | - | - | - | - | - | - | - |
| 393  | - | - | - | - | - | - | - | - |

### Pyramide des âges
La population de la commune est relativement âgée.
En 2018, le taux de personnes d'un âge inférieur à 30 ans s'élève à 28,3 %, soit en dessous de la moyenne départementale (30,2 %). À l'inverse, le taux de personnes d'âge supérieur à 60 ans est de 32,6 % la même année, alors qu'il est de 32,3 % au niveau départemental.
En 2018, la commune comptait 190 hommes pour 215 femmes, soit un taux de 53,09 % de femmes, légèrement supérieur au taux départemental (51,59 %).
Les pyramides des âges de la commune et du département s'établissent comme suit.
| Hommes | Classe d’âge | Femmes |
| ------ | ------------ | ------ |
| 1,1    | 90 ou +      | 0,9    |
| 10,0   | 75-89 ans    | 8,4    |
| 25,3   | 60-74 ans    | 20,0   |
| 18,4   | 45-59 ans    | 20,9   |
| 19,5   | 30-44 ans    | 19,1   |
| 13,2   | 15-29 ans    | 11,6   |
| 12,6   | 0-14 ans     | 19,1   |

| Hommes | Classe d’âge | Femmes |
| ------ | ------------ | ------ |
| 1      | 90 ou +      | 2,7    |
| 9,2    | 75-89 ans    | 12     |
| 20,6   | 60-74 ans    | 21,3   |
| 20,7   | 45-59 ans    | 20,3   |
| 16,8   | 30-44 ans    | 16     |
| 15,6   | 15-29 ans    | 13,4   |
| 16,1   | 0-14 ans     | 14,3   |

## Économie

### Agriculture
La viticulture occupe une partie importante de l'activité agricole. La commune est classée dans les Fins Bois, dans la zone d'appellation d'origine contrôlée du cognac.

## Équipements, services et vie locale

### Enseignement
L'école est un RPI entre Courbillac et Mareuil. Courbillac accueille l'école élémentaire et Mareuil l'école primaire, avec deux classes de maternelle et une classe élémentaire. Le secteur du collège est Rouillac.
Une randonnée nocturne célèbre localement est organisée par une association de la commune ("les Galoches mareuillaises") ; sur le territoire de la commune et des communes frontalières.

## Lieux et monuments
- L'église paroissiale Notre-Dame de Mareuil.
- Lavoir de Mareuil
- Eolienne de Mareuil
- La mare du plessis

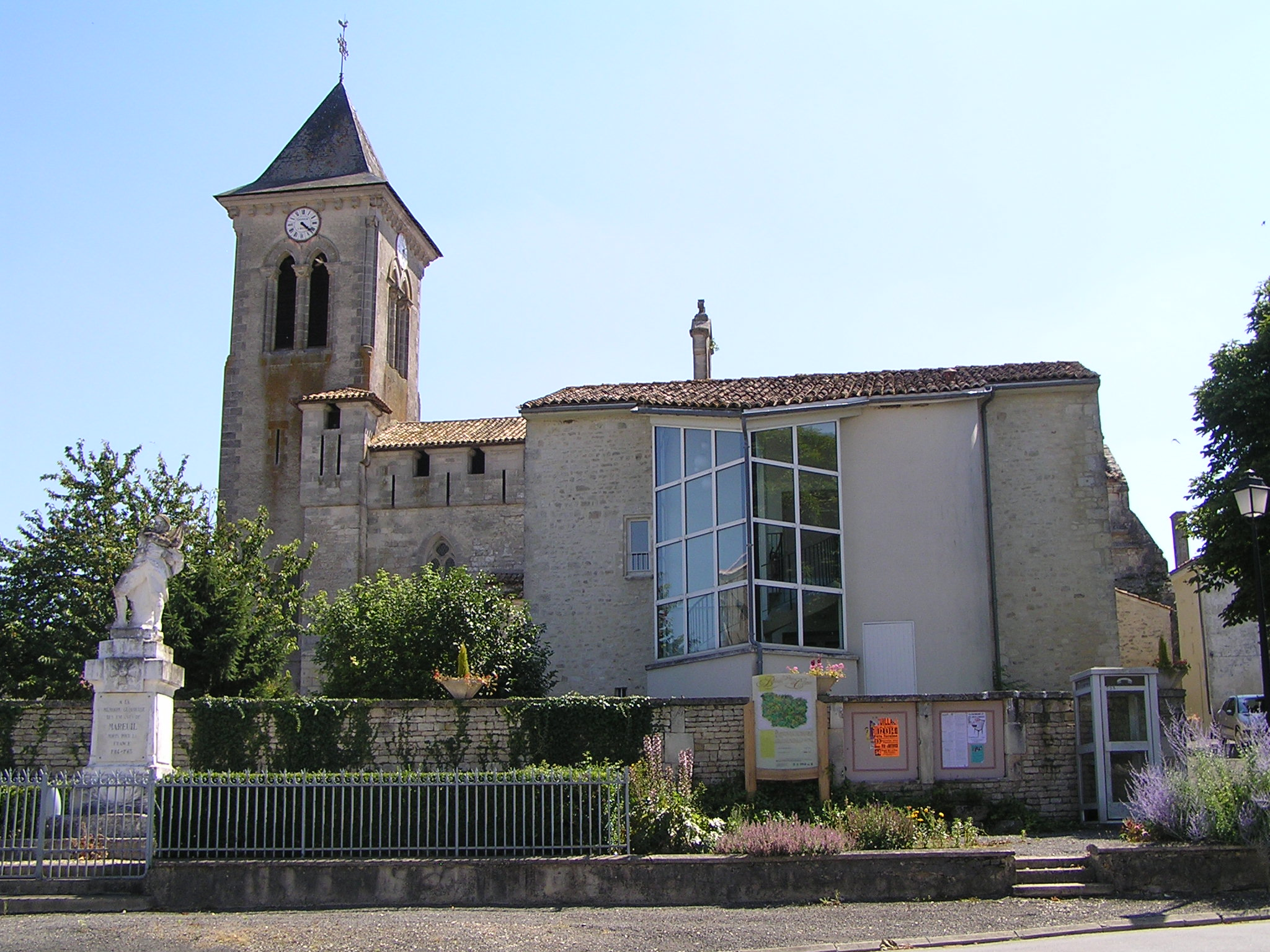
L'église
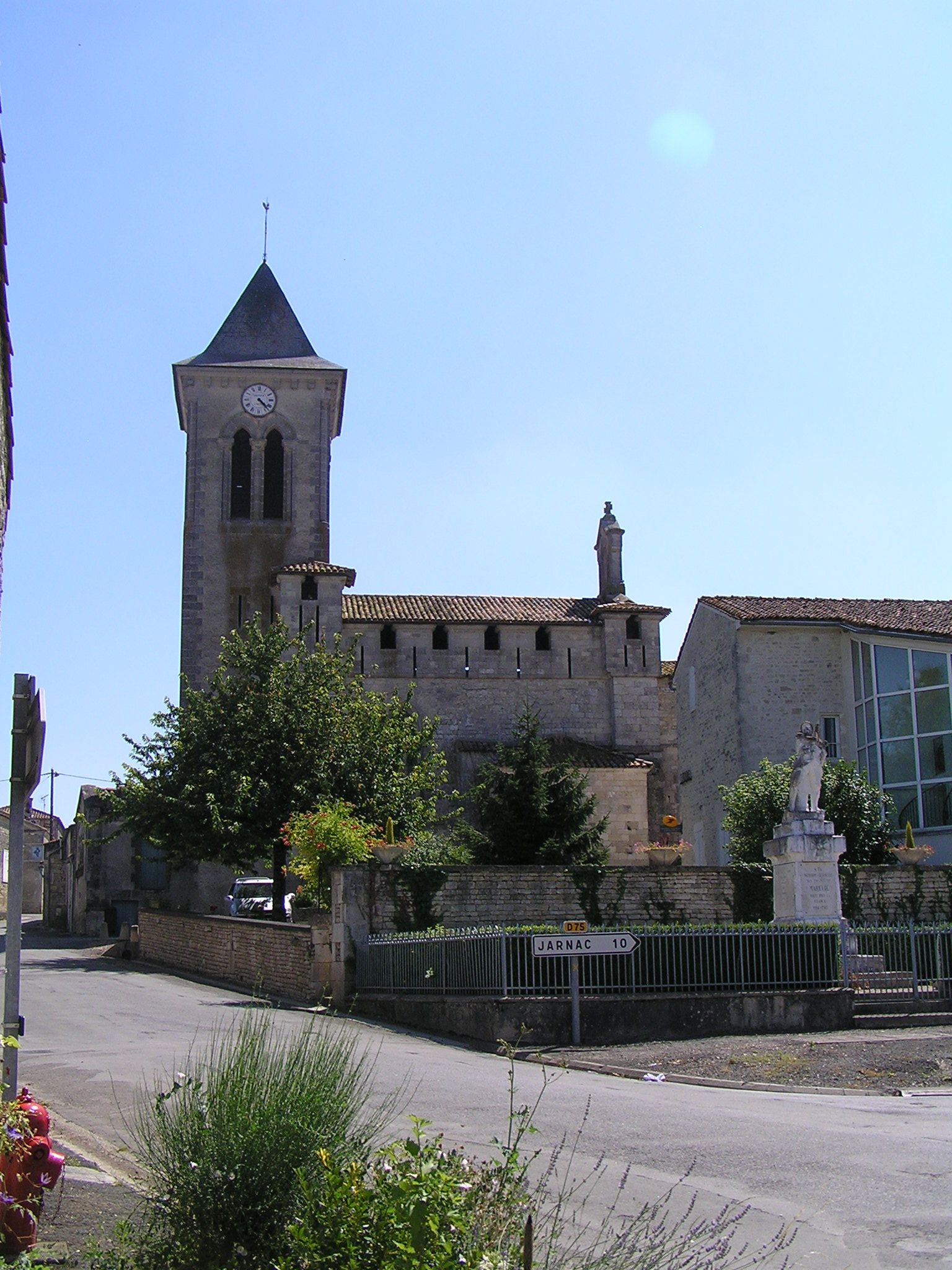
de Mareuil.

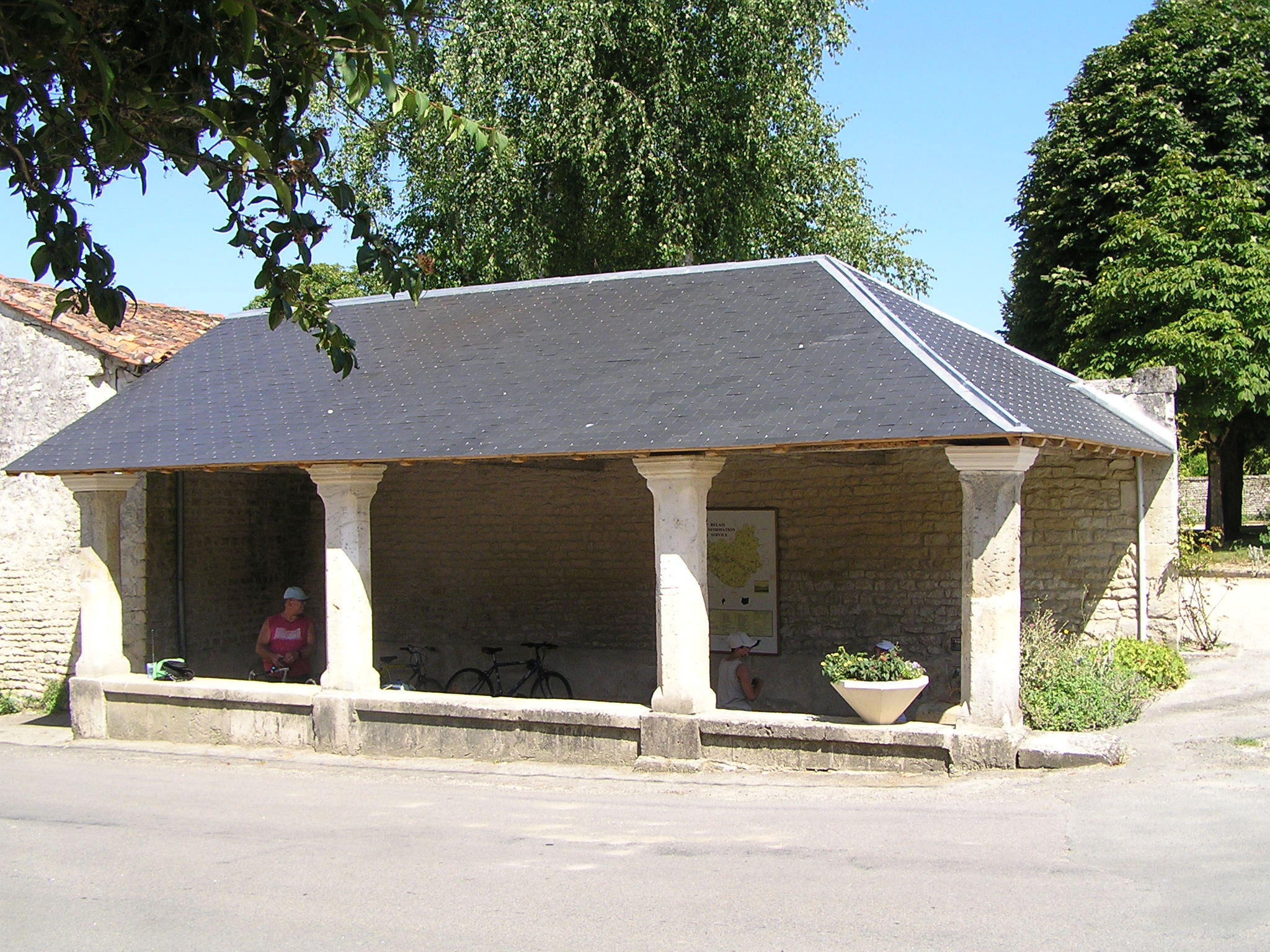
Lavoir.
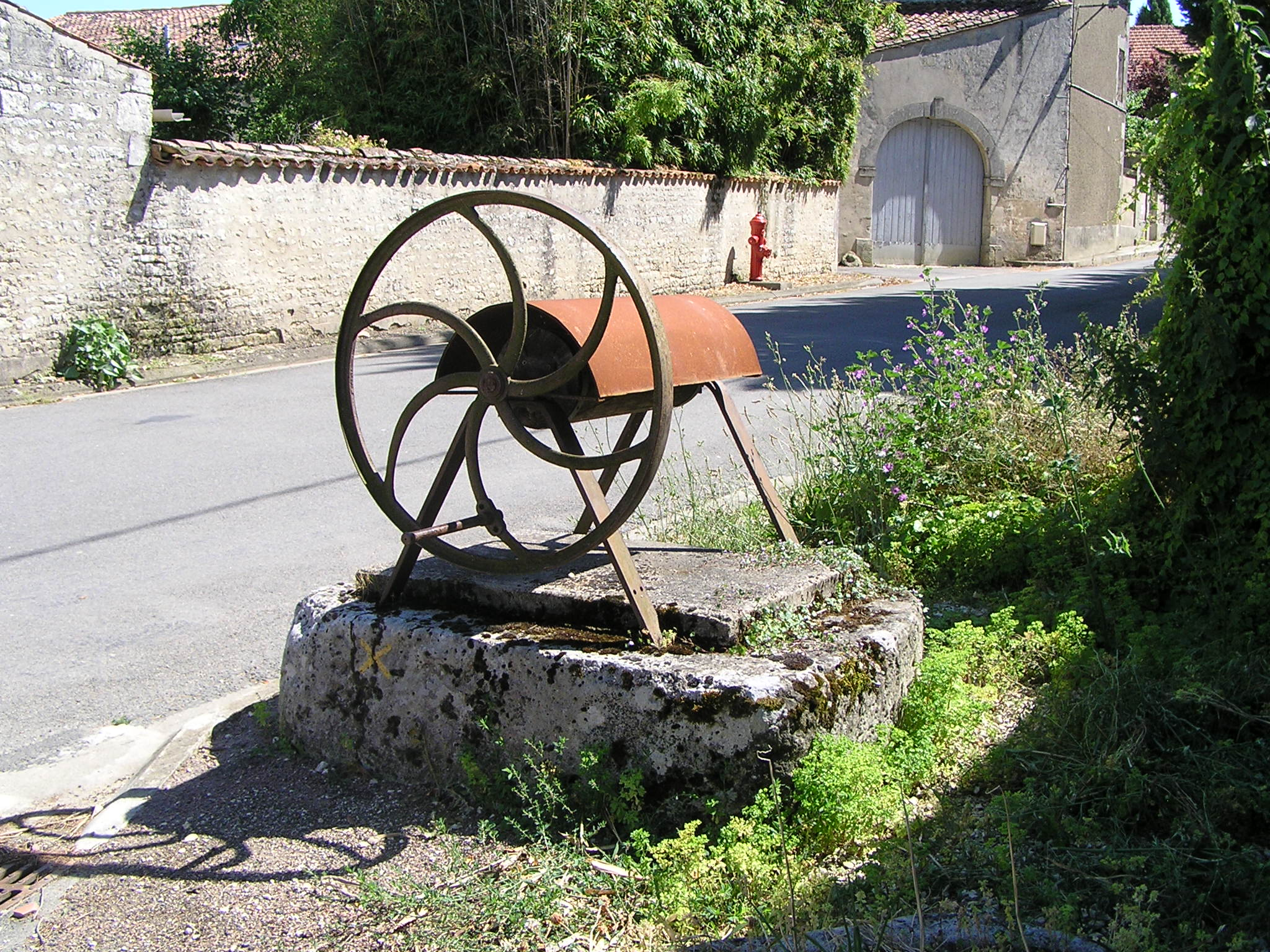
Puits.
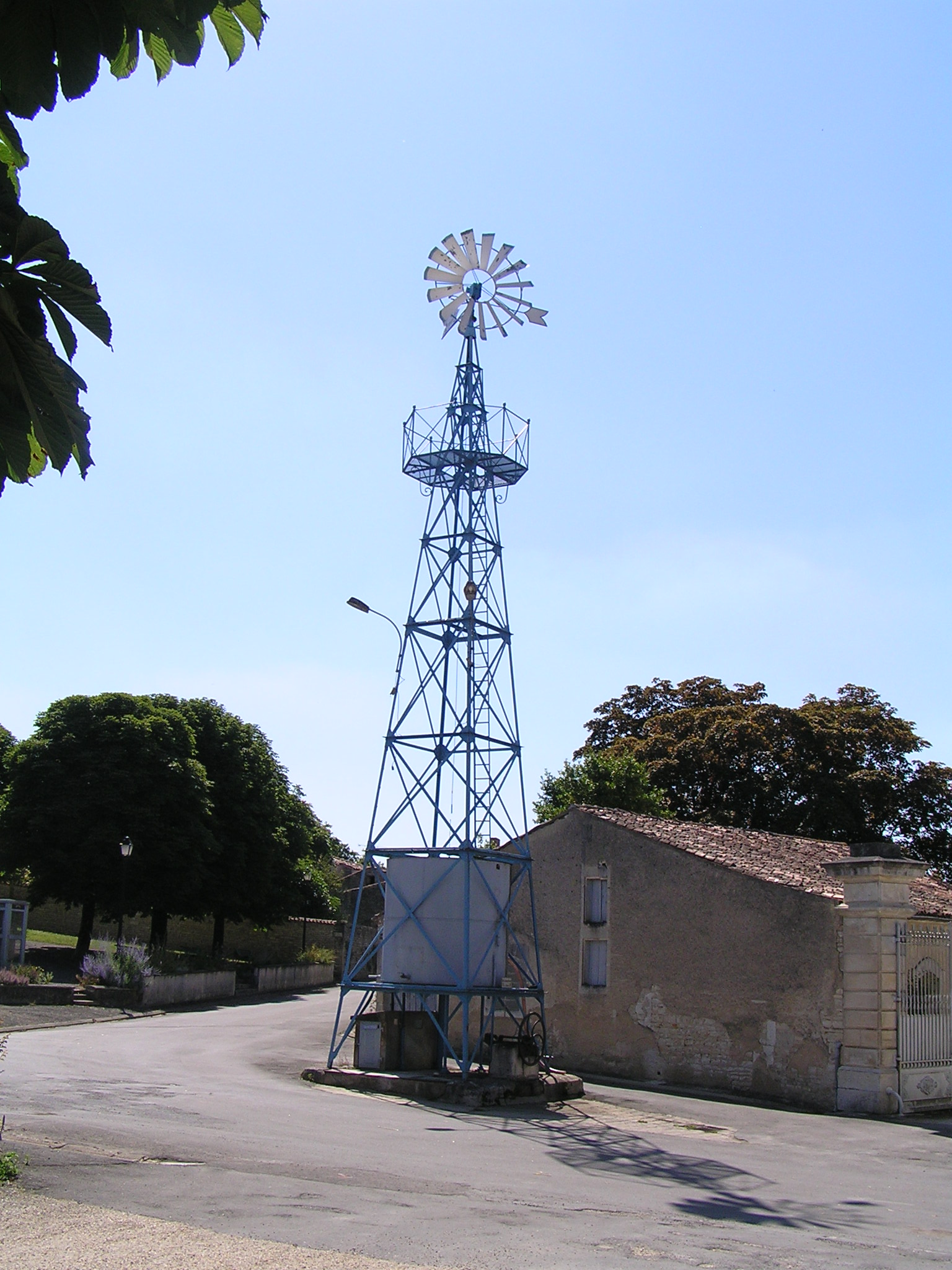
Éolienne.